# Kasr Abu Samra
Kasr Abu Hamra (arab. قصر أبو سمرة) – wieś w Syrii, w muhafazie Hama. W 2004 roku liczyła 849 mieszkańców.